# صدق الاخبار
صدق الاخبار یا تاریخ ابن سباط تألیف حمزه بن احمد بن عمر معروف به ابن‌سباط مغربی که تاریخ مختصری است از آغاز هجرت پیامبر اسلام تا سال ۹۲۶ قمری است. قسمت اول کتاب، یعنی از سال یکم هجرت تا ۵۲۵ قمری مفقود شده و آنچه در دسترس است، دربردارنده حوادث سال ۵۲۶ تا ۹۲۶ است. ابن‌سباط وقایع مهم صفحات شرقی مدیترانه را براساس حولیات ذکر می‌کند. کتاب ابن سباط همانند تاریخ حلب عظیمی تألیف شده است.